# Belén Gualcho (ort)
Belén Gualcho är en ort i Honduras.   Den ligger i departementet Departamento de Ocotepeque, i den västra delen av landet, 180 km väster om huvudstaden Tegucigalpa. Belén Gualcho ligger 1 783 meter över havet och antalet invånare är 2 359.
Terrängen runt Belén Gualcho är huvudsakligen kuperad, men norrut är den bergig. Runt Belén Gualcho är det ganska tätbefolkat, med 58 invånare per kvadratkilometer. Närmaste större samhälle är San Manuel de Colohete, 14,8 km öster om Belén Gualcho.  